# Naenia uniformata
Naenia uniformata är en fjärilsart som beskrevs av Barend J. Lempke 1962. Naenia uniformata ingår i släktet Naenia och familjen nattflyn. Inga underarter finns listade i Catalogue of Life.